# Coupe du monde de football des moins de 16 ans 1987
Navigation
Chine 1985 Écosse 1989
La Coupe du monde de football des moins de 16 ans 1987 est la deuxième édition de la coupe du monde de football des moins de 16 ans. La phase finale se déroule au Canada du 12 au 25 juillet 1987. Seuls les joueurs nés après le 1er août 1970 peuvent participer au tournoi.

## Pays qualifiés
- Canada Pays organisateur

AFC : Coupe d'Asie des nations de football des moins de 16 ans 1986
- Corée du Sud - Vainqueur
- Qatar - Finaliste
- Arabie saoudite - Troisième

UEFA : Championnat d'Europe de football des moins de 17 ans 1987
- France - Vainqueur
- Italie - Finaliste
- Union soviétique - Troisième

CONMEBOL : Championnat des moins de 17 ans de la CONMEBOL 1986
- Bolivie - Vainqueur
- Brésil - Finaliste
- Équateur - Troisième

CONCACAF : Championnat d'Amérique du Nord, centrale et Caraïbe de football des moins de 17 ans 1987
- Mexique  - Vainqueur
- États-Unis - Finaliste

CAF : Tournoi qualificatif de la CAF des moins de 16 ans 1987
- Côte d'Ivoire
- Égypte
- Nigeria

OFC : Tournoi qualificatif de l'OFC des moins de 17 ans 1986
- Australie - Vainqueur

## Phase finale
Règlement sur le temps de jeu
Dans cette catégorie d'âge, les joueurs disputent deux mi-temps de 40 minutes chacune, et éventuellement une prolongation de deux périodes de 10 minutes chacune, soit un temps règlementaire de 80 minutes, et un total après prolongation éventuelle de 100 minutes.

### Premier tour

#### Groupe A
| Classement final : |        |     |   |   |   |   |    |    |      |
|                    | Équipe | Pts | J | G | N | P | BP | BC | Diff |
| 1                  | Italie | 5   | 3 | 2 | 1 | 0 | 5  | 1  | +4   |
| 2                  | Qatar  | 5   | 3 | 2 | 1 | 0 | 4  | 2  | +2   |
| 3                  | Égypte | 2   | 3 | 1 | 0 | 2 | 3  | 2  | +1   |
| 4                  | Canada | 0   | 3 | 0 | 0 | 3 | 1  | 8  | -7   |

| 12 juillet | Italie | 3 | 0 | Canada |
|            | Qatar  | 1 | 0 | Égypte |
| 14 juillet | Italie | 1 | 1 | Qatar  |
|            | Égypte | 3 | 0 | Canada |
| 16 juillet | Italie | 1 | 0 | Égypte |
|            | Qatar  | 2 | 1 | Canada |

1re journée
| 12 juillet 1987 | Italie                               | 3 - 0 | Canada | Toronto                                               |                                                       |
| 14:00           | Melli 22e · Pessotto 36e · Gallo 68e |       |        | Spectateurs : 13 500 Arbitrage : Arturo Brizio Carter | Spectateurs : 13 500 Arbitrage : Arturo Brizio Carter |
| 14:00           | (Rapport)                            |       |        | Spectateurs : 13 500 Arbitrage : Arturo Brizio Carter | Spectateurs : 13 500 Arbitrage : Arturo Brizio Carter |

| 12 juillet 1987 | Qatar      | 1 - 0 | Égypte | Toronto                                           |                                                   |
| 16:00           | Hassan 21e |       |        | Spectateurs : 13 500 Arbitrage : Dilvo Di Placido | Spectateurs : 13 500 Arbitrage : Dilvo Di Placido |
| 16:00           | (Rapport)  |       |        | Spectateurs : 13 500 Arbitrage : Dilvo Di Placido | Spectateurs : 13 500 Arbitrage : Dilvo Di Placido |

2e journée
| 14 juillet 1987 | Italie         | 1 - 1 | Qatar      | Toronto                                        |                                                |
| 18:00           | Cappellini 67e |       | Khairi 76e | Spectateurs : 5 200 Arbitrage : Jorge Orellana | Spectateurs : 5 200 Arbitrage : Jorge Orellana |
| 18:00           | (Rapport)      |       |            | Spectateurs : 5 200 Arbitrage : Jorge Orellana | Spectateurs : 5 200 Arbitrage : Jorge Orellana |

| 14 juillet 1987 | Canada    | 0 - 3 | Égypte                                 | Toronto                                         |                                                 |
| 20:00           |           |       | Hussain 14e · Musaed 48e · Ramadan 53e | Spectateurs : 5 200 Arbitrage : Kenneth Wallace | Spectateurs : 5 200 Arbitrage : Kenneth Wallace |
| 20:00           | (Rapport) |       |                                        | Spectateurs : 5 200 Arbitrage : Kenneth Wallace | Spectateurs : 5 200 Arbitrage : Kenneth Wallace |

3e journée
| 16 juillet 1987 | Italie    | 1 - 0 | Égypte | Toronto                                           |                                                   |
| 17:45           | Gallo 69e |       |        | Spectateurs : 6 500 Arbitrage : John Blankenstein | Spectateurs : 6 500 Arbitrage : John Blankenstein |
| 17:45           | (Rapport) |       |        | Spectateurs : 6 500 Arbitrage : John Blankenstein | Spectateurs : 6 500 Arbitrage : John Blankenstein |

| 16 juillet 1987 | Canada      | 1 - 2 | Qatar                   | Toronto                                     |                                             |
| 19:45           | Titotto 25e |       | Youssef 3e · Sowaid 23e | Spectateurs : 6 500 Arbitrage : Juan Ortube | Spectateurs : 6 500 Arbitrage : Juan Ortube |
| 19:45           | (Rapport)   |       |                         | Spectateurs : 6 500 Arbitrage : Juan Ortube | Spectateurs : 6 500 Arbitrage : Juan Ortube |

#### Groupe B
| Classement final : |               |     |   |   |   |   |    |    |      |
|                    | Équipe        | Pts | J | G | N | P | BP | BC | Diff |
| 1                  | Côte d'Ivoire | 5   | 3 | 2 | 1 | 0 | 3  | 1  | +2   |
| 2                  | Corée du Sud  | 3   | 3 | 1 | 1 | 1 | 5  | 4  | +1   |
| 3                  | Équateur      | 2   | 3 | 1 | 0 | 2 | 1  | 2  | -1   |
| 4                  | États-Unis    | 2   | 3 | 1 | 0 | 2 | 3  | 5  | -2   |

| 12 juillet | Côte d'Ivoire | 1 | 1 | Corée du Sud |
|            | Équateur      | 0 | 1 | États-Unis   |
| 14 juillet | Côte d'Ivoire | 1 | 0 | États-Unis   |
|            | Corée du Sud  | 0 | 1 | Équateur     |
| 16 juillet | Côte d'Ivoire | 1 | 0 | Équateur     |
|            | Corée du Sud  | 4 | 2 | États-Unis   |

1re journée
| 12 juillet 1987 | Côte d'Ivoire | 1 - 1 | Corée du Sud      | Saint-Jean                                         |                                                    |
| 18:00           | Dea 9e        |       | Shin Tae-yong 53e | Spectateurs : 1 000 Arbitrage : Benry Ulloa Morera | Spectateurs : 1 000 Arbitrage : Benry Ulloa Morera |
| 18:00           | (Rapport)     |       |                   | Spectateurs : 1 000 Arbitrage : Benry Ulloa Morera | Spectateurs : 1 000 Arbitrage : Benry Ulloa Morera |

| 12 juillet 1987 | États-Unis  | 1 - 0 | Équateur | Saint-Jean                                  |                                             |
| 20:00           | Crawley 47e |       |          | Spectateurs : 1 000 Arbitrage : Neji Jouini | Spectateurs : 1 000 Arbitrage : Neji Jouini |
| 20:00           | (Rapport)   |       |          | Spectateurs : 1 000 Arbitrage : Neji Jouini | Spectateurs : 1 000 Arbitrage : Neji Jouini |

2e journée
| 14 juillet 1987 | Côte d'Ivoire | 1 - 0 | États-Unis | Saint-Jean                                   |                                              |
| 18:00           | Bassolé 52e   |       |            | Spectateurs : 2 200 Arbitrage : Jassim Mandi | Spectateurs : 2 200 Arbitrage : Jassim Mandi |
| 18:00           | (Rapport)     |       |            | Spectateurs : 2 200 Arbitrage : Jassim Mandi | Spectateurs : 2 200 Arbitrage : Jassim Mandi |

| 14 juillet 1987 | Corée du Sud | 0 - 1 | Équateur  | Saint-Jean                                        |                                                   |
| 20:00           |              |       | Ramos 47e | Spectateurs : 2 200 Arbitrage : Itzhak Ben Itzhak | Spectateurs : 2 200 Arbitrage : Itzhak Ben Itzhak |
| 20:00           | (Rapport)    |       |           | Spectateurs : 2 200 Arbitrage : Itzhak Ben Itzhak | Spectateurs : 2 200 Arbitrage : Itzhak Ben Itzhak |

3e journée
| 16 juillet 1987 | Côte d'Ivoire | 1 - 0 | Équateur | Saint-Jean                                         |                                                    |
| 18:00           | Traoré 68e    |       |          | Spectateurs : 2 250 Arbitrage : Benry Ulloa Morera | Spectateurs : 2 250 Arbitrage : Benry Ulloa Morera |
| 18:00           | (Rapport)     |       |          | Spectateurs : 2 250 Arbitrage : Benry Ulloa Morera | Spectateurs : 2 250 Arbitrage : Benry Ulloa Morera |

| 16 juillet 1987 | Corée du Sud                                                             | 4 - 2 | États-Unis             | Saint-Jean                                  |                                             |
| 20:00           | Ro Jung-Koon 25e · Shin Tae-yong 50e · Lee Tae-Hong 65e · Kim In-Wan 72e |       | Snow 40e · Deering 48e | Spectateurs : 2 250 Arbitrage : Neji Jouini | Spectateurs : 2 250 Arbitrage : Neji Jouini |
| 20:00           | (Rapport)                                                                |       |                        | Spectateurs : 2 250 Arbitrage : Neji Jouini | Spectateurs : 2 250 Arbitrage : Neji Jouini |

#### Groupe C
| Classement final : |                 |     |   |   |   |   |    |    |      |
|                    | Équipe          | Pts | J | G | N | P | BP | BC | Diff |
| 1                  | Australie       | 4   | 3 | 2 | 0 | 1 | 3  | 4  | -1   |
| 2                  | France          | 3   | 3 | 1 | 1 | 1 | 4  | 3  | +1   |
| 3                  | Arabie saoudite | 3   | 3 | 1 | 1 | 1 | 2  | 1  | +1   |
| 4                  | Brésil          | 2   | 3 | 0 | 2 | 1 | 0  | 1  | -1   |

| 13 juillet | France          | 0 | 0 | Brésil          |
|            | Australie       | 1 | 0 | Arabie saoudite |
| 15 juillet | Arabie saoudite | 0 | 0 | Brésil          |
|            | Australie       | 1 | 4 | France          |
| 17 juillet | Australie       | 1 | 0 | Brésil          |
|            | France          | 0 | 2 | Arabie saoudite |

1re journée
| 13 juillet 1987 | Brésil    | 0 - 0 | France | Montréal                                  |                                           |
| 18:00           |           |       |        | Spectateurs : 5 400 Arbitrage : Lee Do Ha | Spectateurs : 5 400 Arbitrage : Lee Do Ha |
| 18:00           | (Rapport) |       |        | Spectateurs : 5 400 Arbitrage : Lee Do Ha | Spectateurs : 5 400 Arbitrage : Lee Do Ha |

| 13 juillet 1987 | Arabie saoudite | 0 - 1 | Australie  | Montréal                                         |                                                  |
| 20:00           |                 |       | Horvat 71e | Spectateurs : 5 400 Arbitrage : Tony Evangelista | Spectateurs : 5 400 Arbitrage : Tony Evangelista |
| 20:00           | (Rapport)       |       |            | Spectateurs : 5 400 Arbitrage : Tony Evangelista | Spectateurs : 5 400 Arbitrage : Tony Evangelista |

2e journée
| 15 juillet 1987 | Brésil    | 0 - 0 | Arabie saoudite | Montréal                                      |                                               |
| 18:00           |           |       |                 | Spectateurs : 4 400 Arbitrage : Alexey Spirin | Spectateurs : 4 400 Arbitrage : Alexey Spirin |
| 18:00           | (Rapport) |       |                 | Spectateurs : 4 400 Arbitrage : Alexey Spirin | Spectateurs : 4 400 Arbitrage : Alexey Spirin |

| 15 juillet 1987 | France                                   | 4 - 1 | Australie     | Montréal                                        |                                                 |
| 20:00           | Debève 14e, 23e, 31e · Rinçon 24e (pen.) |       | Georgakis 73e | Spectateurs : 4 400 Arbitrage : Simon Bantsimba | Spectateurs : 4 400 Arbitrage : Simon Bantsimba |
| 20:00           | (Rapport)                                |       |               | Spectateurs : 4 400 Arbitrage : Simon Bantsimba | Spectateurs : 4 400 Arbitrage : Simon Bantsimba |

3e journée
| 17 juillet 1987 | Brésil    | 0 - 1 | Australie      | Montréal                                  |                                           |
| 18:00           |           |       | Richardson 74e | Spectateurs : 5 400 Arbitrage : Lee Do Ha | Spectateurs : 5 400 Arbitrage : Lee Do Ha |
| 18:00           | (Rapport) |       |                | Spectateurs : 5 400 Arbitrage : Lee Do Ha | Spectateurs : 5 400 Arbitrage : Lee Do Ha |

| 17 juillet 1987 | France    | 0 - 2 | Arabie saoudite         | Montréal                                      |                                               |
| 20:00           |           |       | Zayed 18e · Shalgan 34e | Spectateurs : 5 400 Arbitrage : Alexey Spirin | Spectateurs : 5 400 Arbitrage : Alexey Spirin |
| 20:00           | (Rapport) |       |                         | Spectateurs : 5 400 Arbitrage : Alexey Spirin | Spectateurs : 5 400 Arbitrage : Alexey Spirin |

#### Groupe D
| Classement final : |                  |     |   |   |   |   |    |    |      |
|                    | Équipe           | Pts | J | G | N | P | BP | BC | Diff |
| 1                  | Union soviétique | 5   | 3 | 2 | 1 | 0 | 12 | 3  | +9   |
| 2                  | Nigeria          | 3   | 3 | 1 | 1 | 1 | 4  | 4  | 0    |
| 3                  | Mexique          | 3   | 3 | 1 | 1 | 1 | 3  | 9  | -6   |
| 4                  | Bolivie          | 1   | 3 | 0 | 1 | 2 | 6  | 9  | -3   |

| 13 juillet | Union soviétique | 1 | 1 | Nigeria |
|            | Mexique          | 2 | 2 | Bolivie |
| 15 juillet | Union soviétique | 7 | 0 | Mexique |
|            | Nigeria          | 3 | 2 | Bolivie |
| 17 juillet | Union soviétique | 4 | 2 | Bolivie |
|            | Nigeria          | 0 | 1 | Mexique |

1re journée
| 12 juillet 1987 | Union soviétique | 1 - 1 | Nigeria | Jeux Canada Games Stadium, Saint John               |                                                     |
| 18:00           | Rusin 61e        |       | Eke 79e | Spectateurs : 2 695 Arbitrage : José Roberto Wright | Spectateurs : 2 695 Arbitrage : José Roberto Wright |
| 18:00           | (Rapport)        |       |         | Spectateurs : 2 695 Arbitrage : José Roberto Wright | Spectateurs : 2 695 Arbitrage : José Roberto Wright |

| 12 juillet 1987 | Mexique                | 2 - 2 | Bolivie                  | Jeux Canada Games Stadium, Saint John         |                                               |
| 20:00           | Landa 56e · Romero 76e |       | Lobo 50e · Cristaldo 53e | Spectateurs : 2 695 Arbitrage : Mohamed Hafez | Spectateurs : 2 695 Arbitrage : Mohamed Hafez |
| 20:00           | (Rapport)              |       |                          | Spectateurs : 2 695 Arbitrage : Mohamed Hafez | Spectateurs : 2 695 Arbitrage : Mohamed Hafez |

2e journée
| 14 juillet 1987 | Union soviétique                                                                         | 7 - 0 | Mexique | Jeux Canada Games Stadium, Saint John      |                                            |
| 18:00           | Matveev 13e, 25e · Nikiforov 31e, 51e · Mushinka 47e · Kadyrov 64e · Bezhenar 72e (pen.) |       |         | Spectateurs : 2 335 Arbitrage : Kenny Hope | Spectateurs : 2 335 Arbitrage : Kenny Hope |
| 18:00           | (Rapport)                                                                                |       |         | Spectateurs : 2 335 Arbitrage : Kenny Hope | Spectateurs : 2 335 Arbitrage : Kenny Hope |

| 14 juillet 1987 | Nigeria              | 3 - 2 | Bolivie                     | Jeux Canada Games Stadium, Saint John          |                                                |
| 20:00           | Osundo 24e, 66e, 77e |       | Cristaldo 26e · Arandia 70e | Spectateurs : 2 335 Arbitrage : Essa Al-Jassas | Spectateurs : 2 335 Arbitrage : Essa Al-Jassas |
| 20:00           | (Rapport)            |       |                             | Spectateurs : 2 335 Arbitrage : Essa Al-Jassas | Spectateurs : 2 335 Arbitrage : Essa Al-Jassas |

3e journée
| 16 juillet 1987 | Union soviétique                                                | 4 - 2 | Bolivie                             | Jeux Canada Games Stadium, Saint John      |                                            |
| 18:00           | Nikiforov 28e · Bezhenar 32e (pen.) · Asadov 44e · Mushinka 50e |       | Urquiza 59e (pen.) · Etcheverry 73e | Spectateurs : 3 300 Arbitrage : Kenny Hope | Spectateurs : 3 300 Arbitrage : Kenny Hope |
| 18:00           | (Rapport)                                                       |       |                                     | Spectateurs : 3 300 Arbitrage : Kenny Hope | Spectateurs : 3 300 Arbitrage : Kenny Hope |

| 16 juillet 1987 | Nigeria   | 0 - 1 | Mexique    | Jeux Canada Games Stadium, Saint John               |                                                     |
| 20:00           |           |       | Rivera 55e | Spectateurs : 3 300 Arbitrage : José Roberto Wright | Spectateurs : 3 300 Arbitrage : José Roberto Wright |
| 20:00           | (Rapport) |       |            | Spectateurs : 3 300 Arbitrage : José Roberto Wright | Spectateurs : 3 300 Arbitrage : José Roberto Wright |

### Tableau final
|  | Quarts de finale            | Quarts de finale     | Quarts de finale          | Quarts de finale     |               |               | Demi-finales         | Demi-finales         | Demi-finales                  | Demi-finales                  |                               |                               | Finale               | Finale               | Finale               | Finale               |
|  |                             |                      |                           |                      |               |               |                      |                      |                               |                               |                               |                               |                      |                      |                      |                      |
|  | 19 juillet - Toronto        | 19 juillet - Toronto | 19 juillet - Toronto      | 19 juillet - Toronto |               |               | 22 juillet - Toronto | 22 juillet - Toronto | 22 juillet - Toronto          | 22 juillet - Toronto          |                               |                               | 25 juillet - Toronto | 25 juillet - Toronto | 25 juillet - Toronto | 25 juillet - Toronto |
|  | 19 juillet - Toronto        | 19 juillet - Toronto | 19 juillet - Toronto      | 19 juillet - Toronto |               |               | 22 juillet - Toronto | 22 juillet - Toronto | 22 juillet - Toronto          | 22 juillet - Toronto          |                               |                               | 25 juillet - Toronto | 25 juillet - Toronto | 25 juillet - Toronto | 25 juillet - Toronto |
|  | Italie                      | Italie               | 2                         | 2                    |               |               | 22 juillet - Toronto | 22 juillet - Toronto | 22 juillet - Toronto          | 22 juillet - Toronto          |                               |                               | 25 juillet - Toronto | 25 juillet - Toronto | 25 juillet - Toronto | 25 juillet - Toronto |
|  | Italie                      | Italie               | 2                         | 2                    |               |               | 22 juillet - Toronto | 22 juillet - Toronto | 22 juillet - Toronto          | 22 juillet - Toronto          |                               |                               | 25 juillet - Toronto | 25 juillet - Toronto | 25 juillet - Toronto | 25 juillet - Toronto |
|  | Corée du Sud                | Corée du Sud         | 0                         | 0                    |               |               | 22 juillet - Toronto | 22 juillet - Toronto | 22 juillet - Toronto          | 22 juillet - Toronto          |                               |                               | 25 juillet - Toronto | 25 juillet - Toronto | 25 juillet - Toronto | 25 juillet - Toronto |
|  | Corée du Sud                | Corée du Sud         | 0                         | 0                    | Italie        | Italie        | 0                    | 0                    |                               |                               |                               |                               | 25 juillet - Toronto | 25 juillet - Toronto | 25 juillet - Toronto | 25 juillet - Toronto |
|  | 19 juillet - MontrealDundee |                      |                           |                      | Italie        | Italie        | 0                    | 0                    |                               |                               |                               |                               | 25 juillet - Toronto | 25 juillet - Toronto | 25 juillet - Toronto | 25 juillet - Toronto |
|  |                             |                      | Nigeria                   | Nigeria              | 1             | 1             |                      |                      |                               |                               |                               |                               | 25 juillet - Toronto | 25 juillet - Toronto | 25 juillet - Toronto | 25 juillet - Toronto |
|  | Australie                   | Australie            | Nigeria                   | Nigeria              | 1             | 1             | 0                    | 0                    |                               |                               |                               |                               | 25 juillet - Toronto | 25 juillet - Toronto | 25 juillet - Toronto | 25 juillet - Toronto |
|  | Australie                   | Australie            | 22 juillet - Saint John's |                      |               |               | 0                    | 0                    |                               |                               |                               |                               | 25 juillet - Toronto | 25 juillet - Toronto | 25 juillet - Toronto | 25 juillet - Toronto |
|  | Nigeria                     | Nigeria              | 1                         | 1                    |               |               |                      |                      |                               |                               |                               |                               | 25 juillet - Toronto | 25 juillet - Toronto | 25 juillet - Toronto | 25 juillet - Toronto |
|  | Nigeria                     | Nigeria              | 1                         | 1                    | Nigeria       | Nigeria       | 1ap (2)              | 1ap (2)              |                               |                               |                               |                               |                      |                      |                      |                      |
|  | 19 juillet - Saint John's   |                      |                           |                      | Nigeria       | Nigeria       | 1ap (2)              | 1ap (2)              |                               |                               |                               |                               |                      |                      |                      |                      |
|  |                             |                      | Union soviétique          | Union soviétique     | 1 tab(4)      | 1 tab(4)      |                      |                      |                               |                               |                               |                               |                      |                      |                      |                      |
|  | Côte d'Ivoire               | Côte d'Ivoire        | Union soviétique          | Union soviétique     | 1 tab(4)      | 1 tab(4)      | 3                    | 3                    |                               |                               |                               |                               |                      |                      |                      |                      |
|  | Côte d'Ivoire               | Côte d'Ivoire        |                           |                      |               |               |                      |                      |                               |                               |                               |                               |                      |                      |                      |                      |
|  | Qatar                       | Qatar                | 0                         | 0                    |               |               |                      |                      |                               |                               |                               |                               |                      |                      |                      |                      |
|  | Qatar                       | Qatar                | 0                         | 0                    | Côte d'Ivoire | Côte d'Ivoire | 1                    | 1                    | Match pour la troisième place | Match pour la troisième place | Match pour la troisième place | Match pour la troisième place |                      |                      |                      |                      |
|  | 19 juillet - Saint John     |                      |                           |                      | Côte d'Ivoire | Côte d'Ivoire | 1                    | 1                    | Match pour la troisième place | Match pour la troisième place | Match pour la troisième place | Match pour la troisième place |                      |                      |                      |                      |
|  |                             |                      | Union soviétique          | Union soviétique     | 5             | 5             |                      |                      | 24 juillet - Saint John's     | 24 juillet - Saint John's     | 24 juillet - Saint John's     | 24 juillet - Saint John's     |                      |                      |                      |                      |
|  | Union soviétique            | Union soviétique     | Union soviétique          | Union soviétique     | 5             | 5             | 3                    | 3                    | 24 juillet - Saint John's     | 24 juillet - Saint John's     | 24 juillet - Saint John's     | 24 juillet - Saint John's     |                      |                      |                      |                      |
|  | Union soviétique            | Union soviétique     |                           |                      |               |               |                      | 3                    |                               |                               | Italie                        | Italie                        | 1                    | 1                    |                      |                      |
|  | France                      | France               | 2                         | 2                    |               |               |                      |                      |                               |                               | Italie                        | Italie                        | 1                    | 1                    |                      |                      |
|  | France                      | France               | 2                         | 2                    | Côte d'Ivoire | Côte d'Ivoire | 2ap                  | 2ap                  |                               |                               |                               |                               |                      |                      |                      |                      |
|  |                             |                      |                           |                      |               |               |                      |                      |                               |                               |                               |                               |                      |                      |                      |                      |

#### Quarts de finale
| 19 juillet 1987 | Italie                     | 2 - 0 | Corée du Sud | Toronto                                          |                                                  |
| 14:00           | Cappellini 52e · Gallo 54e |       |              | Spectateurs : 10 400 Arbitrage : Kenneth Wallace | Spectateurs : 10 400 Arbitrage : Kenneth Wallace |
| 14:00           | (Rapport)                  |       |              | Spectateurs : 10 400 Arbitrage : Kenneth Wallace | Spectateurs : 10 400 Arbitrage : Kenneth Wallace |

| 19 juillet 1987 | Côte d'Ivoire                       | 3 - 0 | Qatar | St. John's                                         |                                                    |
| 14:00           | Bassolé 16e · Beda 52e · Traoré 66e |       |       | Spectateurs : 1 500 Arbitrage : Benry Ulloa Morera | Spectateurs : 1 500 Arbitrage : Benry Ulloa Morera |
| 14:00           | (Rapport)                           |       |       | Spectateurs : 1 500 Arbitrage : Benry Ulloa Morera | Spectateurs : 1 500 Arbitrage : Benry Ulloa Morera |

| 19 juillet 1987 | Australie | 0 - 1 | Nigeria   | Montréal                                         |                                                  |
| 14:00           |           |       | Nwosu 59e | Spectateurs : 5 200 Arbitrage : Tony Evangelista | Spectateurs : 5 200 Arbitrage : Tony Evangelista |
| 14:00           | (Rapport) |       |           | Spectateurs : 5 200 Arbitrage : Tony Evangelista | Spectateurs : 5 200 Arbitrage : Tony Evangelista |

| 19 juillet 1987 | Union soviétique                    | 3 - 2 | France                 | Saint John's                                        |                                                     |
| 14:00           | Arutyunian 40e, 60e · Nikiforov 76e |       | Adrian 49e · Roche 65e | Spectateurs : 5 000 Arbitrage : José Roberto Wright | Spectateurs : 5 000 Arbitrage : José Roberto Wright |
| 14:00           | (Rapport)                           |       |                        | Spectateurs : 5 000 Arbitrage : José Roberto Wright | Spectateurs : 5 000 Arbitrage : José Roberto Wright |

#### Demi-finales
| 22 juillet 1987 | Italie    | 0 - 1 | Nigeria   | Toronto                                            |                                                    |
| 20:00           |           |       | Nwosu 63e | Spectateurs : 20 000 Arbitrage : John Blankenstein | Spectateurs : 20 000 Arbitrage : John Blankenstein |
| 20:00           | (Rapport) |       |           | Spectateurs : 20 000 Arbitrage : John Blankenstein | Spectateurs : 20 000 Arbitrage : John Blankenstein |

| 22 juillet 1987 | Côte d'Ivoire | 1 - 5 | Union soviétique                                   | St. John's                                           |                                                      |
| 19:00           | Traoré 57e    |       | Arutyunian 1re, 38e · Qosimov 10e, 56e · Rusin 77e | Spectateurs : 2 500 Arbitrage : Arturo Brizio Carter | Spectateurs : 2 500 Arbitrage : Arturo Brizio Carter |
| 19:00           | (Rapport)     |       |                                                    | Spectateurs : 2 500 Arbitrage : Arturo Brizio Carter | Spectateurs : 2 500 Arbitrage : Arturo Brizio Carter |

#### Match pour la3eplace
| 24 juillet 1987 | Italie          | 1 - 2 a. p. | Côte d'Ivoire   | St. John's                                       |                                                  |
| 19:00           | Bocchialini 57e |             | Traoré 17e, 96e | Spectateurs : 1 000 Arbitrage : Tony Evangelista | Spectateurs : 1 000 Arbitrage : Tony Evangelista |
| 19:00           | (Rapport)       |             |                 | Spectateurs : 1 000 Arbitrage : Tony Evangelista | Spectateurs : 1 000 Arbitrage : Tony Evangelista |

#### Finale
| 25 juillet 1987 | Nigeria           | 1 - 1 a. p. | Union soviétique | Toronto                                              |                                                      |
| 15:00           | Osundo 11e        |             | Nikiforov 6e     | Spectateurs : 15 000 Arbitrage : José Roberto Wright | Spectateurs : 15 000 Arbitrage : José Roberto Wright |
| 15:00           | (Rapport)         |             |                  | Spectateurs : 15 000 Arbitrage : José Roberto Wright | Spectateurs : 15 000 Arbitrage : José Roberto Wright |
| 15:00           | Tirs au but 2 - 4 |             |                  | Spectateurs : 15 000 Arbitrage : José Roberto Wright | Spectateurs : 15 000 Arbitrage : José Roberto Wright |

## Classement des buteurs
5 buts
- Moussa Traoré
- Youri Nikiforov

4 buts
- Sergei Arutyunian
- Philip Osundu